# Ato noturno
Ato noturno (internationaler Titel: Night Stage) ist ein brasilianischer Spielfilm von Marcio Reolon und Filipe Matzembacher aus dem Jahr 2025. Der Erotikthriller handelt von einem aufstrebenden Schauspieler und einem Politiker, die beide eine Vorliebe für Sex an öffentlichen Orten haben. Die Hauptrollen übernahmen Gabriel Faryas und Cirillo Luna. Die Uraufführung hat am 15. Februar 2025 im Rahmen der Internationalen Filmfestspiele Berlin (Berlinale) im Zoopalast (Kino 1) stattgefunden.

## Handlung
Matias ist nach Porto Alegre gekommen, um als Schauspieler Berühmtheit zu erlangen. Er wird dort Ensemblemitglied einer angesehenen Theatergruppe. Matias teilt sich bald ein Zuhause mit seinem Schauspiel- und Ensemblekollegen Fabio. Als bekannt wird, dass die Stadt als Drehort für eine bekannte Serie ausgesucht wurde, verstärkt sich die Rivalität zwischen den beiden. Matias erhält die Hauptrolle des leidenschaftlichen, heteronormativen Liebhabers und soll laut Vertrag seine Homosexualität verbergen. Gleichzeitig macht Matias die Bekanntschaft mit dem Politiker Rafael. Beide beginnen eine heimliche Affäre miteinander. Dabei entdecken sie ihre Vorliebe für Sex an öffentlichen Orten. Je höher Matias und Rafael die Karriereleiter steigen, desto leichtsinniger werden sie. Als Fabio heimlich den Sex der beiden filmt und den Politiker damit zu erpressen versucht, wird er von dessen Leibwächter erdrosselt. Matias erhält eine Warnung, sich von Rafael fernzuhalten. Als er sich nicht daran hält, versucht der Leibwächter ihn beim Liebesspiel mit Rafael im Park zu erschießen. Der Schuss verletzt stattdessen Rafael am Bein. Beim anschließenden Handgemenge kommt der Leibwächter ums Leben. Während sich Passanten und die Polizei nähern, betreiben die beiden Liebenden neben der Leiche weiter intensives Petting.

## Hintergrund
Die brasilianischen Regisseure Marcio Reolon und Filipe Matzembacher hatten bereits an den Spielfilmen Hard Paint (2018) und Seashore (2015) sowie an den Kurzfilmen O Último Dia Antes de Zanzibar (2016), Por mais que eu te leve pelos caminhos (2014) und Um Diálogo de Ballet (2012) zusammengearbeitet. Beide wollten in Ato noturno eine „erotische Spannung“ mit Anleihen beim Film noir schaffen. Wie bei ihren vorangegangenen Spielfilmen wählten sie eine homoerotische Liebesgeschichte aus, die in Porto Alegre angesiedelt ist, der Heimat Matzembachers.
Für die Hauptrolle des Matias wurde der im Film noch unerfahrene Darsteller Gabriel Faryas verpflichtet.

## Veröffentlichung
Die Weltpremiere von Ato noturno erfolgte am 14. Februar 2025 im Rahmen der Internationalen Filmfestspiele Berlin. Dort wurde das Werk in der Sektion Panorama gezeigt. Das Regie-Duo Reolon und Matzembacher war bereits mit seinen vorangegangenen Spielfilmen Hard Paint und Seashore beim Festival vertreten gewesen.
Ein regulärer Kinostart in Brasilien ist im Verleih von Vitrine Filmes geplant.